# Серебрянский железоделательный завод
Серебря́нский железоде́лательный заво́д — металлургический завод, основанный графом Шуваловым П. И., но переданный в казну и действующий в 1755—1918 годах на территории современного посёлка Серебрянка Свердловской области.

## Географическое положение
Завод был расположен на реке  Серебряная, правого притока реки Чусовая, в Кунгурском уезде Пермской губернии Гороблагодатского округа, в 58 верстах к западу от Кушвинского завода.

## История создания

### Серебрянский железоделательный завод
В качестве вспомогательного передельного завода для Кушвинского казённого завода в 1753 году было найдено место для строительства плотины и завода при слиянии рек Потежа и Серебрянки. Проектирование и поиск осуществлялся казной, а 5 декабря 1754 года было разрешено строить железоделательный завод. Однако, к этому моменту все Гороблагодатские заводы вместе с обнаруженными вновь заводскими местами были переданы главе русского правительства графу П. И. Шувалову, который запустил завод в 1755 году с 2 молотами. В 1756—1757 годах строительство завода продолжилось, так в 1760 году на заводе уже числилось 12 кричных молотов. Чугун поступал с Кушвинского завода (в 58 верстах от завода), готовая продукция отправлялась на Ослянскую пристань, которая находилась в 9 верстах от завода. После смерти П. И. Шувалова в январе 1762 года завод перешёл 17-летнему сыну А. П. Шувалову, который в 1764 году вернул завод в казну.

### Серебрянский железоделательный казённый завод
С 1764 года и до его остановки в 1918 году завод оставался казённым.
В 1807 году было произведено 3,5 тысяч пудов якорей, 7,1 тысяч пудов колотушечного железа (цепей) для Морского ведомства, запущено производство томлёной стали. Руда с Ермаковского рудника в 38 верстах от завода и лесная дача в 200 тысяч десятин позволили развивать железоделательное производство. Завод производил железо разных сортов, в том числе полосовое, четырёхгранное, круглое. Чугун поступал с Баранчинского и Кушвинского заводов.

### Серебрянский железоделательный и чугуноплавильный завод
В 1897—1907 годах на заводе появилась домна, стал отливаться чугун.
В 1900—1904 году завод получил убытков на 329,2 тысяч рублей, производство резко сокращалось, а в 1918 году было полностью остановлено. После Гражданской войны завод был законсервирован и передано в трест Прикамского округа. После 1930 года действовала только заводская электростанция, на которой трудились 1 служащий и 2 рабочих.

## Оборудование завода
В 1755 году на заводе было 2 молота, в 1760 — 12 молотов, в 1770 году оставалось 12 молотов, а в 1780 году их уже было 14.
В 1797 году на заводе имелись две молотовых фабрики с 16 кричными горнами и 16 кричными молотами (12 действующих, 4 запасных), якорная фабрика с 2 якорными и 7 малокричными горнами, колотушечная фабрика с 2 колотушечными молотами, кузница с 8 кузнечными горнами.
По данным берг-инспектора П. Е. Томилова завод в 1807 году земляная плотина была в длину 191,7 метра, в ширину снизу — 85,2 метра, а сверху — 42,6 метра, в высоту — 9,6 метра. Завод в 1807 году имел 2 каменных кричных фабрики с 24 горнами и 20 молотами, которые приводились в действие 29 водяными колесами (5 меховых и 24 боевых). Однако не работали 12 кричных горнов и якорная фабрика с 2 горнами и 2 молотами из-за нехватки мощности воды в пруду. Числились 2 дощатых молота и деревянная кузница с 16 горнами, слесарная, меховая, конюшня, лесопильная деревянная мельница, кирпичный сарай с обжигательной печью. Завод работал на древесном угле, который в основном получали из елового и пихтового леса с небольшой примесью березы, курени находились в 17 верстах. В 1847—1848 годах была перестроена кричная фабрика и был освоен контуазский способ. В 1859 году на заводе были: 1 вагранка, 20 кричных, 16 якорных и 4 стальных горна, 1 калильная и 3 сварочных печи, 30 водяных колес общей мощностью в 476 лошадиных сил и 1 паровой машины в 36 лошадиных сил. В 1862 году было запущено процесс пудлингования за счёт 3 пудлинговых печей и 3 колотушечных горнов. В 1863 году на заводе действовали 21 кричный, 5 укладных, 16 якорных горнов, 1 калильная, 3 сварочных, 3 пудлинговых печи, 1 вагранка, 6 кузнечных горнов.
В 1864 году был запущен паровой молот в 1,5 тонны, 2 газосварочные печи для приготовления тяжелой болванки, были перестроены мелкосортный и крупносортный станы, построено помещение для механической фабрики, началось возведение четвёртой пудлинговой печи.
В 1877 году перестроена плотина, подняв уровень воды в пруду с 4,3 метра (1807 года) до 7,1 метра.
В 1880 году числились 4 пудлинговых и 3 сварочных печи, 13 кричных горнов, 16 водяных колес (11 верхнебойных общей мощностью в 165 лошадиных сил для кричных молотов, 1 среднебойное в 50 лошадиных сил для мелкосортного стана, 1 среднебойное в 65 лошадиных сил для крупносортного стана, 1 среднебойное в 70 лошадиных сил для мильбарсового и болваночного станов, 2 среднебойных в 35 лошадиных сил и 40 лошадиных сил для 2 воздуходувных машин и станков в токарной мастерской) с общей мощностью в 425 лошадиных сил.
Завод обладал 187,3 тысяч десятинами земельных угодий (из них 171,1 тысяч десятин лесных угодий).
В 1880 году кричное производство действовало 115 суток в году и состояло из 12 контуазских горнов, которые действовали на холодном дутье и без подогрева чугуна. В пудлинговом цехе числилось 6 печей (по 3 печи системы Сименса и Боэциуса). Сварочно-прокатный цех, состоял из мелкосотного и крупносортного участка, прокатного стана со среднебойным колесом в 65 лошадиных сил, 3 сварочных печи Сименса (1 для двухсварочного, 2 для односварочного железа) с производительностью каждой по 500 пудов болванки или 340 пудов крупных сортов и 240 мелких сортов в сутки, прокатный стан трехвалковой системы.
В 1882 году были запущены 5 углевыжигательных печей при Ослянской пристани, а в 1885 году ещё 4. В 1884 году запущена паровая машина в 50 лошадиных сил с двумя паровыми котлами (для приведения в действие мелкосортного прокатного стана) и четвёртая сварочная печь Сименса. Началась перестройка плотины. В 1886 году запущена турбина Виктора для привода в действие мелкосортного стана.
В 1888 году водяных колес сократилось до 15 с общей мощностью в 280 лошадиных сил, 1 турбины в 70 лошадиных сил, 1 паровой машины в 50 лошадиных сил. Производство состояло из 6 кричных горнов, 6 пудлинговых, 4 сварочных печей, 6 вододействующих молотов, 2 паровых молотов Несмита и Моррисона, 3 прокатных станов.
В 1895 году на заводе существовало 6 бездействующих кричных горнов, кричное производство остановлено.
В 1897 году была запущена домна с холодным дутьем, а в 1899—1900 годах в доменном цехе введено горячее дутье, установлена паровая машина в 100 лошадиных сил для мильбарсового прокатного стана.
В 1900 году на заводе была домна с горячим дутьем, 1 воздуходувная машина, 1 воздухонагревательный прибор, 8 пудлинговых, 4 сварочных печи, 10 вододействующих и 2 паровых молота, 3 прокатных стана, 11 кузнечных и якорных горнов.
В 1902 году была временно остановлена домна (чугун стал поступать с Кушвинского и Верхнетуринского заводов), сокращено кричное и пудлинговое производство, выделка сортового железа, демонтированы прокатный стан и сварочная печь Сименса, демонтирована и пудлинговая печь Боэциуса, разобрана паровая машина и шестицилиндровые воздуходувные меха. Были отремонтированы верхненаливные колеса, сооружено основание для листокатальной печи, перестроен рабочий прорез плотины, устроена паровая машина в 100 лошадиных сил для мильбарсового прокатного стана с 3 котлами. В 1903 году переделан мелкосортный стан в листокатальный, построены калильная печь, правильный молот и листообрезные ножницы. С 1904 года выпуск кричного и пудлингового железо сократился, а затем производство и во все было закрыто.
В 1906 году домна была запущена, но в 1907 году вновь была закрыта. В 1909 году начато сооружение узкоколейной железной дороги от Кушвинского завода до Серебрянского для перевозки горючих материалов и чугуна. К 1910 году на заводе не осталось кричных горнов и пудлинговых печей. В 1910 году на заводе числилось 1 сварочная, 4 калильных печи, 2 водяных молота, 3 прокатных стана, 6 водяных колес общей мощностью в 88 лошадиных сил, 3 турбин общей мощностью в 250 лошадиных сил, 3 паровых машин общей мощностью в 210 лошадиных сил.

## Численность завода
В 1797 году персонал завода состоял из 18 служащих и 388 мастеровых и работных людей. При всех Гороблагодатских заводах числилось 33976 приписных крестьян, проживавших в 34 селениях, расположенных в 10-344 верстах от завода. В 1855 году численность была 1429 человек, в 1860 году — 1270 нижних чинов и мастеровых и 100 урочных рабочих, в 1863 году — 616 основных рабочих и 208 вспомогательных, в 1865 году −456 рабочих. В 1885 году было 392 основных рабочих, и 541 вспомогательных рабочих. В 1910 году было 383 основных рабочих и 625 вспомогательных, в том числе 572 куренных рабочих и возчиков.

## Награды
- 1865 — участие продукции завода (прокатное, сварочное, кричное и пудлинговое железо) на Московской мануфактурной выставке[1].

## Продукция
В 1816 году освоен выпуск большевесных якорей.
В 1827 году заводом было получено на передел 116,3 тысяч пудов чугуна, позволив выпустить 84,4 тысяч пудов железа.
В 1837 году было выпущено 4,7 тысяч пудов якорей, 34,8 тысяч пудов колотушечного железа, 63,3 тысяч пудов кричного железа.
В 1859 году было выпущено 135,5 тысяч пудов кричного железа, 48 тысяч пудов котельного железа, 2,8 тысяч пудов якорей, 6,1 тысяч пудов уклада.
В 1862 году было выпущено только 58,5 тысяч пудов кричного железа, 43 тысяч пудов болваночного, 34,2 тысяч пудов сортового, 19,9 тысяч пудов газосварочного железа, 4,1 тысяч пудов уклада.
В 1863 году было выпущено 31 тысяч пудов пудлингового и 100,2 тысяч пудов кричного железа, из которых приготовлено 18,5 тысяч пудов полосового, 7,2 тысяч пудов четырёхгранного, 0,8 тысяч пудов шинного, 0,4 тысяч пудов обручного, 7,4 тысяч пудов якорей, 1,6 тысяч пудов железных изделий, 0,5 тысяч пудов уклада, а из вагранки было отлито 0,8 тысяч пудов чугунного литья.
В 1865 году пудлинговую сталь поставлялась на Пермский пушечный завод, а тяжеловесная болванка для судовой брони на Колпинский завод.
В 1869 году было выпущено 63,2 тысяч пудов полосового железа, 35,6 тысяч пудов стали, прекращен выпуск колотушечного железа и якорей.
В 1880 году производилось полосовое и сортовое железо, 53,4 тысяч пудов кричных кусков для Ижорских заводов.
В 1884 году было произведено 41 тысяча пудов кричной полосы, 91,7 тысяч пудов пудлингового железа, 81,5 тысяч пудов болваночного квадратного, плоского и 59,9 тысяч пудов двухсварочного крупносортного и мелкосортного железа.
В 1885 году было произведено 78 тысяч пудов кричного полосового, 426,8 тысяч пудов пудлинговых кусков и мильбарса, из которого получено 170,4 тысяч пудов полосового железа.
В 1900 году было отгружено 90 тысяч пудов чугуна на Ижорские заводы, в 1901 году — 287,6 тысяч пудов чугуна на Пермские пушечные заводы, а также на предприятия Гороблагодатского горного округа.
В 1910 году выпускалось кровельное листовое железо из железа Кушвинского завода.
- 1760 — 104,8
- 1790 — 60,9
- 1800 — 108,5
- 1807 — 105,6
- 1827 — 84,4
- 1832 — 84,8
- 1833 — 90,2
- 1834 — 106,1
- 1835 — 132,9
- 1836 — 158,2
- 1837 — 111,9
- 1838 — 145,1
- 1850 — 97,7
- 1855 — 86,7
- 1860 — 95,2
- 1865 — 80,9
- 1870 — 91,5
- 1875 — 92,2
- 1880 — 131,6
- 1885 — 248,4
- 1890 — 215,6
- 1895 — 243,7
- 1897 — 215,9
- 1899 — 202,5
- 1900 — 169,7
- 1905 — 68,0
- 1910 — 412,8
- 1916 — 11,5
- 1917 — 52,8

- 1897 — 122,0
- 1899 — 275,1
- 1900 — 366,2
- 1905 — 261,2